# Diario di scuola
Diario di scuola (Chagrin d'école) è un romanzo autobiografico scritto da Daniel Pennac.
Dedicato al mondo della scuola - agli insegnanti ed agli alunni difficili - è stato pubblicato in Italia nel 2008 da Feltrinelli. 
La prima edizione in lingua francese è stata pubblicata nel 2007 dalla casa editrice Éditions Gallimard.

## Edizioni
- Daniel Pennac, Diario di scuola, traduzione di Yasmina Mélaouah, prima ed., collana I Narratori, ed. economica, Feltrinelli, 2008, 2013,  pp. 241, cap. 6, ISBN 978-88-07-88090-2.
- Daniel Pennac, Diario di scuola, traduzione di Yasmina Mélaouah, collana Universale, ed. economica, Feltrinelli, 2010,  p. 243, ISBN 978-88-07-72152-6.
- Daniel Pennac, Diario di scuola, traduzione di Yasmina Mélaouah, collana Universale Ragazzi, ed. economica, Feltrinelli, 2020,  p. 240, ISBN 978-88-07-89347-6.